# Partecipanti alla Classic Brugge-De Panne 2022
Elenco dei partecipanti alla Classic Brugge-De Panne 2022.
La Classic Brugge-De Panne 2022 è stata la quarantaseiesima edizione della corsa. Alla competizione presero parte 24 squadre: 16 iscritte all'UCI World Tour 2022 e 8 UCI ProTeam.
Accreditati alla partenza 164 ciclisti.

## Corridori per squadra
Nota: R ritirato, NP non partito, FT fuori tempo, SQ squalificato
| Bora-Hansgrohe                     | Bora-Hansgrohe                     | Bora-Hansgrohe                     | Quick-Step Alpha Vinyl Team | Quick-Step Alpha Vinyl Team | Quick-Step Alpha Vinyl Team | Lotto Soudal              | Lotto Soudal              | Lotto Soudal              |
| ---------------------------------- | ---------------------------------- | ---------------------------------- | --------------------------- | --------------------------- | --------------------------- | ------------------------- | ------------------------- | ------------------------- |
| N°                                 | Ciclista                           | Clas.                              | N°                          | Ciclista                    | Clas.                       | N°                        | Ciclista                  | Clas.                     |
| 1                                  | Sam Bennett                        | 17°                                | 11                          | Mark Cavendish              | 26°                         | 21                        | Arnaud De Lie             | 8°                        |
| 2                                  | Nils Politt                        | 147°                               | 12                          | Mikkel Honoré               | NP                          | 22                        | Jasper De Buyst           | 131°                      |
| 3                                  | Jonas Koch                         | 125°                               | 13                          | Iljo Keisse                 | 130°                        | 23                        | Florian Vermeersch        | 88°                       |
| 4                                  | Lukas Pöstlberger                  | 51°                                | 14                          | Michael Mørkøv              | 12°                         | 24                        | Brent Van Moer            | 82°                       |
| 5                                  | Jordi Meeus                        | 148°                               | 15                          | Stijn Steels                | 55°                         | 25                        | Rüdiger Selig             | 70°                       |
| 6                                  | Ryan Mullen                        | 17°                                | 16                          | Jannik Steimle              | 38°                         | 26                        | Sébastien Grignard        | 117°                      |
| 7                                  | Danny van Poppel                   | 22°                                | 17                          | Bert Van Lerberghe          | 24°                         | 27                        | Michael Schwarzmann       | 152°                      |
| Intermarché-Wanty-Gobert Matériaux | Intermarché-Wanty-Gobert Matériaux | Intermarché-Wanty-Gobert Matériaux | Astana Qazaqstan Team       | Astana Qazaqstan Team       | Astana Qazaqstan Team       | Bahrain Victorious        | Bahrain Victorious        | Bahrain Victorious        |
| N°                                 | Ciclista                           | Clas.                              | N°                          | Ciclista                    | Clas.                       | N°                        | Ciclista                  | Clas.                     |
| 31                                 | Aimé De Gendt                      | 112°                               | 41                          | Gianni Moscon               | 134°                        | 51                        | Heinrich Haussler         | 10°                       |
| 32                                 | Julius Johansen                    | 81°                                | 42                          | Michele Gazzoli             | 86°                         | 52                        | Yukiya Arashiro           | 103°                      |
| 33                                 | Adrien Petit                       | 123°                               | 43                          | Fabio Felline               | 76°                         | 53                        | Filip Maciejuk            | 64°                       |
| 34                                 | Kévin Van Melsen                   | 120°                               | 44                          | Manuele Boaro               | 84°                         | 54                        | Jonathan Milan            | 39°                       |
| 35                                 | Gerben Thijssen                    | 29°                                | 45                          | Davide Martinelli           | 43°                         | 55                        | Kamil Gradek              | 133°                      |
| 36                                 | Biniam Girmay                      | 21°                                | 46                          | Leonardo Basso              | 113°                        | 56                        | Jasha Sütterlin           | R                         |
| 37                                 | Barnabás Peák                      | 143°                               | 47                          | Artıom Zaharov              | 65°                         | 57                        | Fred Wright               | 102°                      |
| Cofidis                            | Cofidis                            | Cofidis                            | EF Education-EasyPost       | EF Education-EasyPost       | EF Education-EasyPost       | Groupama-FDJ              | Groupama-FDJ              | Groupama-FDJ              |
| N°                                 | Ciclista                           | Clas.                              | N°                          | Ciclista                    | Clas.                       | N°                        | Ciclista                  | Clas.                     |
| 61                                 | Simone Consonni                    | 7°                                 | 71                          | Sebastian Langeveld         | 129°                        | 81                        | Arnaud Démare             | 6°                        |
| 62                                 | Tom Bohli                          | 80°                                | 72                          | Ben Healy                   | 126°                        | 82                        | Jacopo Guarnieri          | 111°                      |
| 63                                 | Jelle Wallays                      | R                                  | 73                          | Owain Doull                 | 107°                        | 84                        | Clément Davy              | 127°                      |
| 64                                 | Szymon Sajnok                      | NP                                 | 74                          | Łukasz Wiśniowski           | 140°                        | 85                        | Miles Scotson             | 48°                       |
| 65                                 | Wesley Kreder                      | 67°                                | 75                          | Jonas Rutsch                | 61°                         | 86                        | Ramon Sinkeldam           | 45°                       |
| 66                                 | Kenneth Vanbilsen                  | 124°                               | 76                          | Tom Scully                  | 41°                         | 87                        | Bram Welten               | 60°                       |
| 67                                 | Max Walscheid                      | 4°                                 | 77                          | Marijn van den Berg         | 32°                         |                           |                           |                           |
| Israel-Premier Tech                | Israel-Premier Tech                | Israel-Premier Tech                | Jumbo-Visma                 | Jumbo-Visma                 | Jumbo-Visma                 | Movistar Team             | Movistar Team             | Movistar Team             |
| N°                                 | Ciclista                           | Clas.                              | N°                          | Ciclista                    | Clas.                       | N°                        | Ciclista                  | Clas.                     |
| 91                                 | Rudy Barbier                       | 25°                                | 101                         | Pascal Eenkhoorn            | 108°                        | 111                       | Johan Jacobs              | 75°                       |
| 92                                 | Jenthe Biermans                    | 36°                                | 103                         | Olav Kooij                  | 5°                          | 112                       | Iñigo Elosegui            | 42°                       |
| 93                                 | Matthias Brändle                   | 150°                               | 104                         | Timo Roosen                 | 53°                         | 113                       | Imanol Erviti             | 63°                       |
| 94                                 | Taj Jones                          | 94°                                | 105                         | Tosh Van Der Sande          | 49°                         | 114                       | Max Kanter                | 13°                       |
| 95                                 | Guy Sagiv                          | 72°                                | 106                         | Jos van Emden               | 139°                        | 115                       | Gonzalo Serrano           | R                         |
| 96                                 | Itamar Einhorn                     | 20°                                | 107                         | Tim van Dijke               | R                           | 116                       | Lluís Mas                 | 18°                       |
| 97                                 | Rick Zabel                         | 16°                                |                             |                             |                             | 117                       | Mathias Norsgaard         | 46°                       |
| Team BikeExchange-Jayco            | Team BikeExchange-Jayco            | Team BikeExchange-Jayco            | Team DSM                    | Team DSM                    | Team DSM                    | Trek-Segafredo            | Trek-Segafredo            | Trek-Segafredo            |
| N°                                 | Ciclista                           | Clas.                              | N°                          | Ciclista                    | Clas.                       | N°                        | Ciclista                  | Clas.                     |
| 121                                | Dylan Groenewegen                  | 2°                                 | 131                         | Cees Bol                    | 135°                        | 141                       | Jasper Stuyven            | 9°                        |
| 122                                | Luke Durbridge                     | 142°                               | 132                         | Alberto Dainese             | 87°                         | 142                       | Jakob Egholm              | 138°                      |
| 123                                | Alexander Edmondson                | 98°                                | 133                         | Leon Heinschke              | 114°                        | 143                       | Daan Hoole                | 151°                      |
| 124                                | Alexander Konychev                 | 118°                               | 134                         | Florian Stork               | 144°                        | 144                       | Alex Kirsch               | 83°                       |
| 125                                | Luka Mezgec                        | 90°                                | 135                         | Niklas Märkl                | 34°                         | 145                       | Jon Aberasturi            | 121°                      |
| 126                                | Kelland O'Brien                    | 115°                               | 136                         | Joris Nieuwenhuis           | 77°                         | 146                       | Edward Theuns             | 92°                       |
| 127                                | Campbell Stewart                   | 54°                                | 137                         | Sam Welsford                | 35°                         | 147                       | Otto Vergaerde            | 93°                       |
| UAE Team Emirates                  | UAE Team Emirates                  | UAE Team Emirates                  | Alpecin-Fenix               | Alpecin-Fenix               | Alpecin-Fenix               | Team Arkéa-Samsic         | Team Arkéa-Samsic         | Team Arkéa-Samsic         |
| N°                                 | Ciclista                           | Clas.                              | N°                          | Ciclista                    | Clas.                       | N°                        | Ciclista                  | Clas.                     |
| 151                                | Pascal Ackermann                   | 149°                               | 161                         | Tim Merlier                 | 1°                          | 171                       | Nacer Bouhanni            | 3°                        |
| 152                                | Rui Oliveira                       | 71°                                | 162                         | Michael Gogl                | 99°                         | 172                       | Benjamin Declercq         | 96°                       |
| 153                                | Mikkel Bjerg                       | 28°                                | 163                         | Xandro Meurisse             | 68°                         | 173                       | Kévin Ledanois            | 79°                       |
| 154                                | Felix Groß                         | 62°                                | 164                         | Scott Thwaites              | 89°                         | 174                       | Markus Pajur              | 57°                       |
| 155                                | Vegard Stake Laengen               | 78°                                | 165                         | Jonas Rickaert              | 69°                         | 175                       | Christophe Noppe          | 97°                       |
| 156                                | Maximiliano Richeze                | 104°                               | 166                         | Maurice Ballerstedt         | 91°                         | 177                       | Amaury Capiot             | 59°                       |
| 157                                | Oliviero Troia                     | 141°                               | 167                         | Julien Vermote              | 137°                        |                           |                           |                           |
| B&B Hotels-KTM                     | B&B Hotels-KTM                     | B&B Hotels-KTM                     | Bardiani-CSF-Faizanè        | Bardiani-CSF-Faizanè        | Bardiani-CSF-Faizanè        | Bingoal Pauwels Sauces WB | Bingoal Pauwels Sauces WB | Bingoal Pauwels Sauces WB |
| N°                                 | Ciclista                           | Clas.                              | N°                          | Ciclista                    | Clas.                       | N°                        | Ciclista                  | Clas.                     |
| 181                                | Jens Debusschere                   | 95°                                | 191                         | Sacha Modolo                | 66°                         | 201                       | Timothy Dupont            | 14°                       |
| 182                                | Pierre Barbier                     | 47°                                | 192                         | Filippo Fiorelli            | 50°                         | 202                       | Dimitri Peyskens          | 145°                      |
| 183                                | Quentin Jauregui                   | 73°                                | 193                         | Enrico Battaglin            | 154°                        | 203                       | Stanisław Aniołkowski     | 11°                       |
| 184                                | Cyril Lemoine                      | 153°                               | 194                         | Luca Colnaghi               | 122°                        | 204                       | Karl Patrick Lauk         | 100°                      |
| 185                                | Julien Morice                      | NP                                 | 195                         | Alessandro Tonelli          | 132°                        | 205                       | Laurenz Rex               | 101°                      |
| 186                                | Luca Mozzato                       | 23°                                | 196                         | Enrico Zanoncello           | 85°                         | 206                       | Ludovic Robeet            | 136°                      |
| 187                                | Jordi Warlop                       | 106°                               | 197                         | Samuele Zoccarato           | NP                          | 207                       | Tom Wirtgen               | 116°                      |
| Sport Vlaanderen-Baloise           | Sport Vlaanderen-Baloise           | Sport Vlaanderen-Baloise           | TotalEnergies               | TotalEnergies               | TotalEnergies               | Uno-X Pro Cycling Team    | Uno-X Pro Cycling Team    | Uno-X Pro Cycling Team    |
| N°                                 | Ciclista                           | Clas.                              | N°                          | Ciclista                    | Clas.                       | N°                        | Ciclista                  | Clas.                     |
| 211                                | Tuur Dens                          | 128°                               | 221                         | Niki Terpstra               | 119°                        | 231                       | Kristoffer Halvorsen      | 52°                       |
| 212                                | Milan Fretin                       | 30°                                | 222                         | Maciej Bodnar               | 105°                        | 232                       | Martin Urianstad          | 110°                      |
| 213                                | Jules Hesters                      | 109°                               | 223                         | Niccolò Bonifazio           | R                           | 233                       | Lasse Norman Leth         | 58°                       |
| 214                                | Arne Marit                         | 27°                                | 224                         | Sandy Dujardin              | 44°                         | 234                       | William Blume Levy        | NP                        |
| 215                                | Jens Reynders                      | 37°                                | 225                         | Lorrenzo Manzin             | 15°                         | 235                       | Erik Resell               | 56°                       |
| 216                                | Kenneth Van Rooy                   | 31°                                | 226                         | Dries Van Gestel            | 33°                         | 236                       | Lars Saugstad             | 146°                      |
| 217                                | Sasha Weemaes                      | 74°                                |                             |                             |                             | 237                       | Søren Wærenskjold         | 19°                       |